# Aziatische larix
De Aziatische larix (Larix gmelinii, synoniem: Larix dahurica) is een larix die van nature voorkomt in Siberië tot in het noordoosten van Mongolië, het noordoosten van China (Heilongjiang), Noord-Korea en in Japan.
In Siberië vormt de Aziatische larix zeer uitgestrekte en grote wouden (taiga). Ze groeien op 50-1200 meter hoogte, op zowel moerassige als op goed gedraineerde gronden boven op de permafrost. De boom is uniek in twee opzichten, ten eerste omdat de Aziatische larix de noordelijkst groeiende boom ter wereld is (hij bereikte 72° 30' NB in Ary-Mas op 102° 27' OL) en het is ook de boom die het best tegen de koude kan aangezien hij temperaturen onder -70 °C tolereert. Een boom in Jakoetië is bekend omdat hij ongeveer 919 jaar oud zou zijn. Het is dus duidelijk dat deze boom ook heel oud kan worden.

## Naamgeving
De botanische naam is een eerbetoon aan Johann Georg Gmelin. Wegens de variabiliteit van de soorten, heeft deze boom in verschillende bronnen ook andere namen gekregen.

## Bouw
Het is een middelgrote conifeer, die een hoogte van 10-30 meter bereikt (zelden hoger dan 40 m) en waarvan de diameter van de boomstam tot 1 meter lang kan zijn. De kroon is een brede kegel. Zowel hoofdtakken als zijtakken vormen verschillende lagen van de boom. De scheuten zijn langwerpig en bereiken afmetingen van 5-30 cm lengte. De scheuten worden verdeeld in kleinere scheutjes (de toekomstige naalden), die 1-2 mm lang zijn. De naalden zijn lichtgroen en 2-3 cm lang. Ze worden eerst geel en dan oranje, voordat ze in de herfst afvallen.
De kegels zijn dik, staan rechtop en zijn 1-2 cm lang, met gemiddeld vijftien tot vijfentwintig zaadlobben. Wanneer de kegels onrijp zijn, zijn ze groen (zelden paars) en gesloten, later worden ze bruin en openen zich om het zaad te verspreiden. De oude kegels blijven vaak aan de boom hangen en worden grijs tot zwart.

## Variëteiten
Binnen de Aziatische larix worden drie variëteiten onderscheiden:
- Larix gmelinii var. gmelinii: het grootste deel van deze variëteit reikt van de Jenisej tot aan Kamtsjatka.
- Larix gmelinii var. japonica: komt voor op de Koerilen en op Sachalin.
- Larix gmelinii var. olgensis: komt voor in Noord-Korea en in het Sichote-Alingebergte.

Larix principis-rupprechtii wordt vaak door botanici gezien als een vierde variëteit als Larix gmelinii var. principis-rupprechtii. Deze heeft grotere kegels en dikkere zaadlobben, die verder uit elkaar liggen dan de andere variëteiten/soorten. Deze soort komt voor in het gebergte van Wutai Shan, ten westen van Peking in China.